# Ibrahim Okash
Ibrahim Okash Omar (arab. ‏إبراهيم عكاش عمر‎; ur. 18 września 1964) – somalijski lekkoatleta.
Brał udział w biegu na 400 metrów na igrzyskach olimpijskich w 1984 w Los Angeles oraz w biegu na 800 metrów na igrzyskach olimpijskich w 1988 w Seulu.